# Lisi Steurer

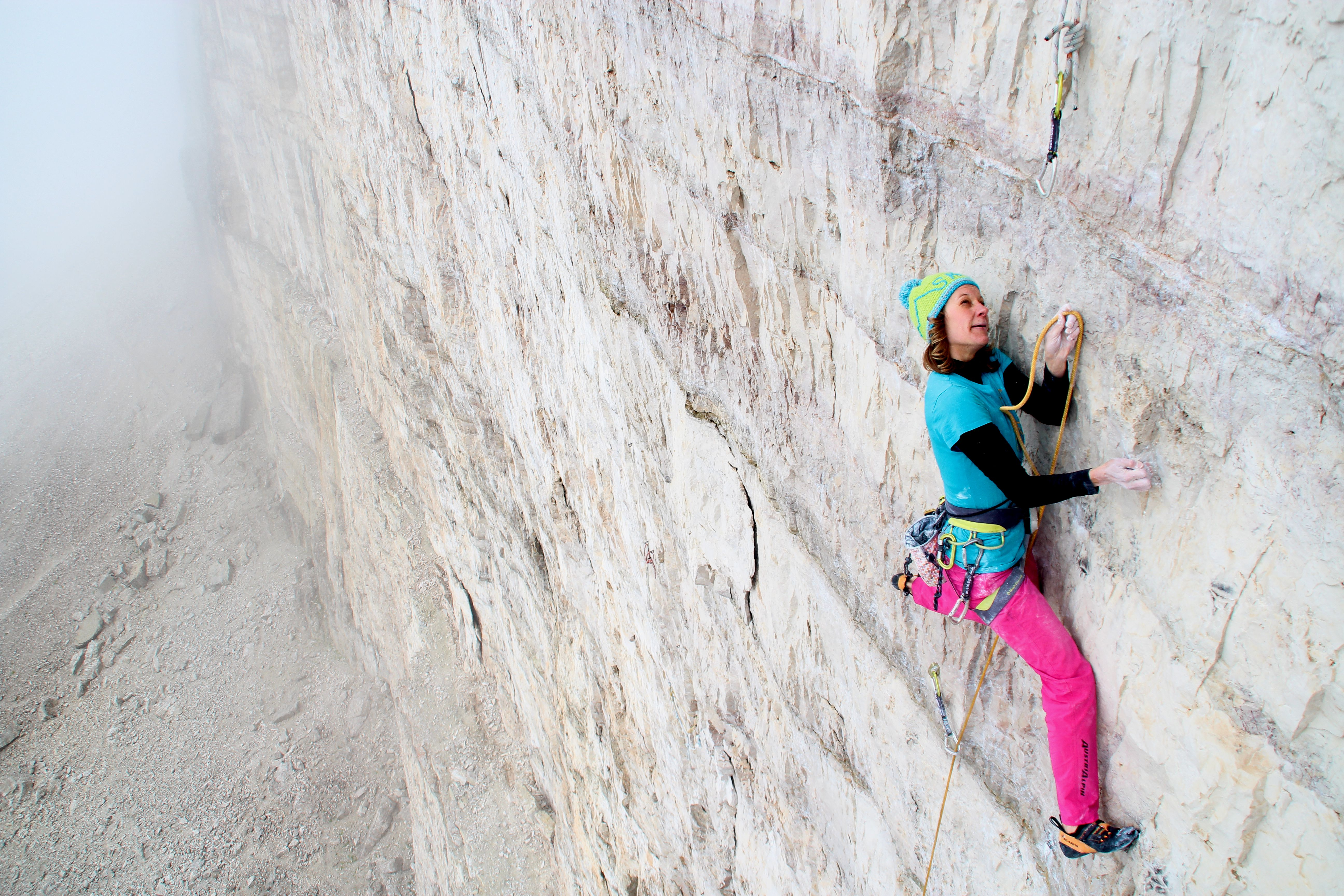
Lisi Steurer in der Route Ohne Rauch stirbst Du auch (8a, 500m) Große Zinne, Dolomiten

Elisabeth „Lisi“ Steurer (* 1979 in Lienz, Tirol) ist eine österreichische Bergsteigerin und Kletterin.

## Biographie
Nach der Matura an der Handelsakademie in Lienz, absolvierte Steurer von 2001 bis 2003 die Ausbildung zur staatlich geprüften Berg- und Skiführerin. 2005 gründete sie die Alpinschule Bergstatt in Lienz. Neben ihrem Hauptberuf als Berg- und Skiführerin absolvierte sie noch das fünfjährige Masterstudium in Sport-, Kultur- und Veranstaltungsmanagement an der FH Kufstein. Ihre Diplomarbeit verfasste sie zu dem Thema „Wirtschaftliche und Gesellschaftliche Auswirkungen der Creative Industries im kleinstädtischen Alpenraum am Beispiel Lienz/Osttirol“. Seit 2012 ist sie verantwortlich für die Piolet d’Or-Kommunikation im deutschsprachigen Alpenraum. Seit 2013 ist sie zudem externe Lektorin an der FH-Kufstein. Im November 2013 war sie Jurymitglied beim 25. Berg- und Abenteuerfilmfestival Graz. Im Oktober 2014 wurde sie zur Ausbildnerin in der österreichischen Bergführerausbildung bestellt.
Seit 1997 ist sie Allroundkletterin und nahm an Wettkämpfen teil. Ihr größter Erfolg war der 2. Platz beim UIAA Ice Climbing World Cup in Saas-Fee 2001. Zudem ist sie Gewinnerin zahlreicher Wettkämpfe in verschiedenen Disziplinen wie zum Beispiel dem Lienzer Bouldercup 2011, dem Dolorock Climbingfestival 2013 und 2014 und dem Free Solo Masters 2014.
Steurer lebt mit ihrem Partner und ihrer Tochter in Lienz/Tirol.

## Alpine Unternehmungen
Im August 2009 gelang Steurer und Ines Papert die Erstbegehung der Route Power of Silence (7c+, 11 Seillängen) durch die Südwand des Middle Huey Spire in Kanada. Sie ist die erst zweite Route durch die stark überhängende Südwand. In den Folgetagen bestiegen sie auch noch den Lotus Flower Tower im Begehungsstil Onsight über den Südostpfeiler (6b). Im Januar 2012 gelang Steurer und Papert als erste weibliche Seilschaft die schwierige Mixed-Kletterroute Illuminati (M11+, WI6+) im italienischen Langental.
Im Mai 2012 gelang ihr mit Christian Trommsdorff, Patrick Wagnon und Aymeric Clouet die Erstbesteigung des Sarpo Laggo Peak (6150 m) in Pakistan. Der Aufstieg erfolgte dabei über den Sarpo Laggo Pass und die Südwestwand. Im April 2013 gelang Steurer mit Ines Papert und Patrik Aufdenblatten die Erstbegehung der Route Azazar (8a, 9 Seillängen) in der Südwestwand der Tadrarate in Marokko.
Im August 2014 konnten Lisi Steurer und Ines Papert die erste Rotpunkt-Begehung der Route Ohne Rauch stirbst du auch (8a, 17 Seillängen) an der Nordwand der Großen Zinne in Italien durchführen. Im Dezember 2014 gelangen ihr mit Felix Tschurtschenthaler fünf Erstbegehungen im Hadschar-Gebirge des Oman, darunter Straight Up (VI+), Fantastica 2.0 (VI-) und Crux Line (VII).
Für die Dokureihe Bergwelten von ServusTV kletterte sie 2015 am Uschba-Südgipfel (4737 m) in Georgien. Mit Weg der Neugier (500m, 9-) konnte sie zudem im Sommer 2015 mit Markus Tschurtschenthaler und Hannes Pfeifhofer eine neue schwierige Route am Einserkofel in den Dolomiten eröffnen.
2016 war sie Teilnehmerin einer Expedition der „Jungen Alpinisten“ ins Kookshal Too-Tal von Kirgisistan, wobei ihr mit Manuel Steiger und Alexander Blümel die Begehung des Pik Gronky (5080 m) über den Ostpfeiler gelang. 2017 gelang ihr zusammen mit Hannes Pfeifhofer die Eröffnung der Route Hakuna Matata (400m, 8a) am Taè, in den Ampezzaner Dolomiten nahe Cortina.

## Veranstaltungen
Einmal jährlich organisiert Lisi Steurer im Auftrag vom Tourismusverein Sexten das Alpine Fachforum Vertical Arena. 2017 waren Hansjörg Auer, Nadine Wallner, Patrick Aufdenblatten, Simon Gietl und Nicola Tondini zu Gast und sprachen über das Thema „Quo Vadis Alpinismus?“. 2018 diskutierte man zum Thema „Massen am Berg“. Vortragende waren der Everest-Flash-Expeditionsveranstalter Lukas Furtenbach, Steve House, Ines Papert und Heinz Grill. Im Jahr 2019 steht die Veranstaltung unter dem Motto „Legenden der 3 Zinnen“.
Lisi Steurer ist Gründungsmitglied des Klettervereins Gamatzn, der das  Dolorock Climbing Festival im Höhlensteintal nahe den Drei Zinnen veranstaltet. Das Event steht für Offenheit, Toleranz und kritische Auseinandersetzung mit Themen rund ums Klettern und Bergsteigen. Durch das gemeinsame Beisammensein, Klettern, Feiern und Diskutieren sollen sprachliche, kulturelle und geographische Grenzen überwunden werden.